# FIFA 16
ФИФА 16 (енгл. FIFA 16) је видео игрица развијена од стране ЕА Канада. ЕА Спортс објављује издања за Windows, PlayStation 3, PlayStation 4, Xbox 360, Xbox One, Андроид и IOS.
Игра је прва од сва издања ФИФЕ која укључује женске играче. То је уједно и прва игра у којој су играчи на корицама изабрани на општим изборима, укључујући и прве жене које се појављују на насловној страни. Мартин Тајлер и Алан Смит су коментатори.
Игра добија генерално позитивне критике на свом издању у септембру 2015, где је критичари хвале за његов реализам.

## Играње
ФИФА 16 обухвата и женски фудбал, са 12 женских репрезентација: Аустралија, Бразил, Канада, Кина, Енглеска, Француска, Немачка, Италија, Мексико, Шпанија, Шведска и Сједињене Америчке Државе. Наиме, недостаје је другопласирана екипа на Светском купу 2015. Јапан, која има партнерство са Конами компанијом видео игрица (ПЕС).

### Нове опције
Игра садржи 78 стадиона, укључујући и 50 који стварно постоје.
Нови тренинг режим је такође додат у Каријер Моду, који омогућава играчу да развије фудбалера у тиму, за који заправо никада није играо.
Нова побољшања у Пријатељском Моду, можете да изаберете пријатељски турнир пре него што почне сезона. Такође, неограничене замене су дозвољене када играте пријатељске утакмице. Остале карактеристике укључују два - годишња кредита, многе реалнији буџетски пренос побољшања и побољшане вредности играча.
Нове функције које су ексклузивно за PlayStation 4, Xbox One и Персонални рачунар, верзије игре ће укључивати лиценциране презентације за Бундеслигу, као и коришћење спреја током одређених утакмица.
ФИФА 16 је објављена 28. маја 2015. Најава укључивања женских играча наишла је на позитиван критични одговор од ИГН-а. Игра је објављена у септембру 2015. године.

## Корице фудбалера
ФИФА 16 је прва игра у серији која је омогућила обожаваоцима прилику да стави своју омиљеног играча. Лионел Меси је на насловници игре у Аустралији, Бразилу, Француској, Јапану, Јужној Америци, Мексику, Пољској и Великој Британији. Ту су и три жене - Стефани Катли, Кристин Синклер и Алекс Морган.
| Територија                               | Фудбалер                  |
| ---------------------------------------- | ------------------------- |
| Јапан                                    | Шинџи Кагава              |
| Француска                                | Антоан Гризман            |
| Аустралија                               | Стефани Катли и Тим Кахил |
| Мексико                                  | Марко Фабиан              |
| Уједињено Краљевство и Република Ирска   | Џордан Хендерсон          |
| Бразил                                   | Оскар Дос Сантос          |
| Латинска Америка (без Бразила и Мексика) | Хуан Куадрадо             |
| Пољска                                   | Аркадјуш Милик            |
| Канада                                   | Кристин Синклер           |
| Сједињене Америчке Државе                | Алекс Морган              |
| Аустрија                                 | Давид Алаба               |
| Саудијска Арабија                        | Јасер Ал-Шарани           |
| Италија                                  | Мауро Икарди              |
| Турска                                   | Арда Туран                |